# 线萼针刺悬钩子
线萼针刺悬钩子（学名：Rubus pungens var. linearisepalus）为蔷薇科悬钩子属下的一个变种。

## 扩展阅读
- 維基物種上的相關：线萼针刺悬钩子